# Велика черепаха Біброна
Велика черепаха Біброна (Pelochelys bibroni) — вид черепах з роду Великі м'якотілі черепахи родини М'якотілі черепахи. Інші назви назви «новогвінейська велика черепаха», «азійська велика м'якотіла черепаха». Отримала назву на честь французького зоолога Габріеля Біброна.

## Опис
Загальна довжина карапаксу сягає 1,02 м. Голова коротка й широка з дуже коротким хоботком, очі висунуті догори. На шиї присутні декілька горбиків. Карапакс доволі плаский, округлий. Лапи наділені розвиненими плавальними перетинками.
Забарвлення панцира оливково—сіре або буре з нечіткими смугами біля ребер. Голова має колір подібний до забарвлення карапаксу. На шиї є декілька світлих поздовжних смуг.

## Спосіб життя
Полюбляє великі річки, струмки, озера, прибережні морські райони. Практично усе життя проводить у воді, окрім часу відкладання яєць. Має здатність долати протоки з морською водою.
Харчується рибою, молюсками, ракоподібними. На здобич чатує із засідки, часто зарившись у мул або серед водяних рослин.
Самиця відкладає від 20 до 45 яєць. Інкубаційний період триває 6—8 місяців.
Ця черепаха має досить смачне м'ясо, у зв'язку з чим є об'єктом полювання.

## Розповсюдження
Мешкає на о.Нова Гвінея.